# 高林寺 (さいたま市)
高林寺（こうりんじ）は、埼玉県さいたま市北区にある真言宗智山派の寺院。

## 歴史
創建年代は不明である。1826年（文政9年）の火災で、記録が散逸してしまったため、詳細な歴史は不明となっている。21世紀初頭時点で住職は第24世となっている。旧本郷村民の菩提寺で、同市同区日進町の満福寺の末寺であった。
現在の本堂は、文政期の火災後に再建されたものであるが、1974年（昭和49年）から1976年（昭和51年）にかけて改修工事が施されている。
歴代住職の墓の中には、筆子塚の形式になっているものがあり、かつては寺子屋を開いていたことが推測される。

## 交通アクセス
- 土呂駅より徒歩15分。